# Syncrude

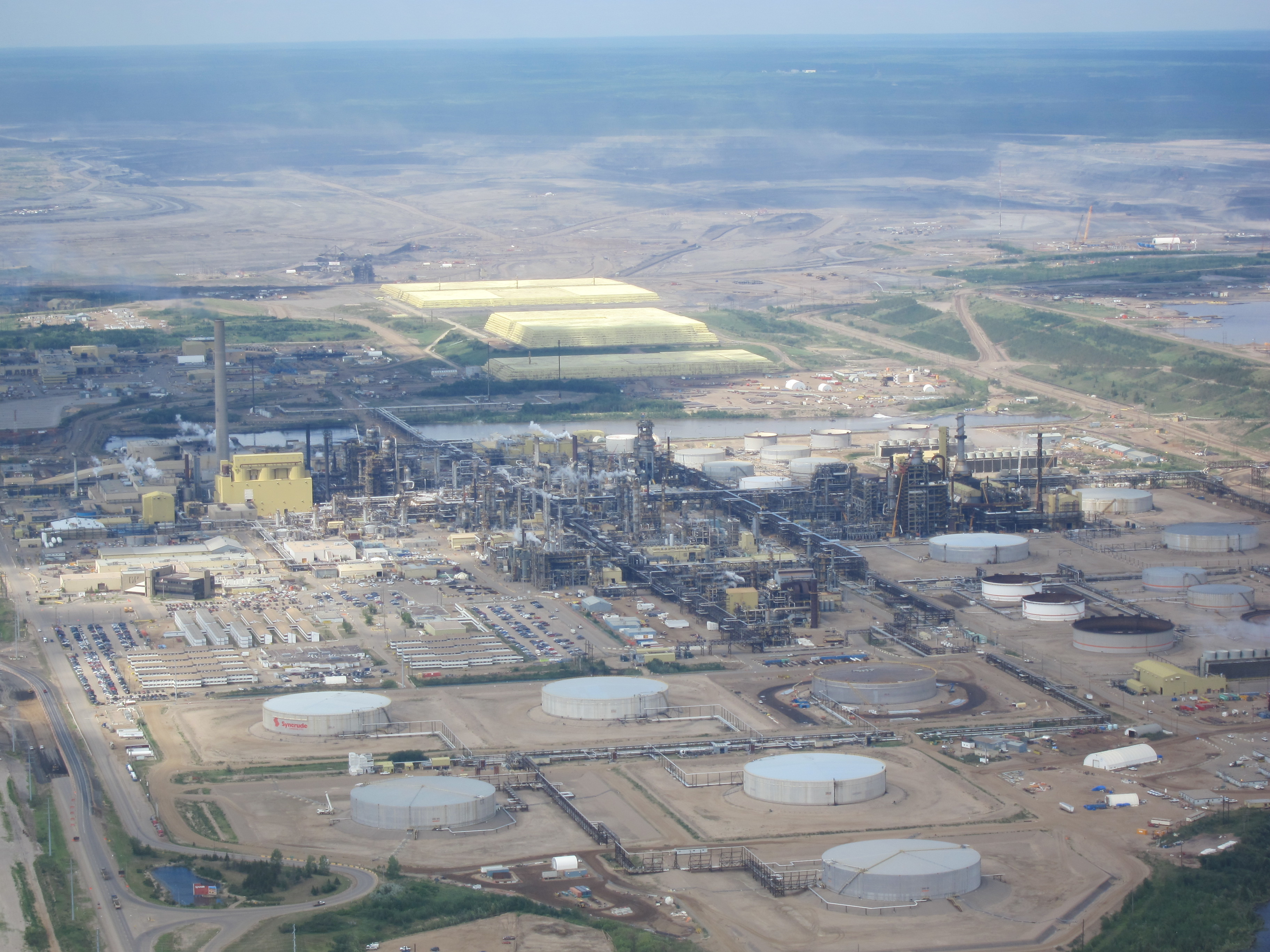
Aufnahme der Ölsand-Aufbereitungsanlage „Mildred Lake“ mit großen Schwefelhalden im Hintergrund. Der Schwefel fällt als Abfallprodukt der Aufbereitung an

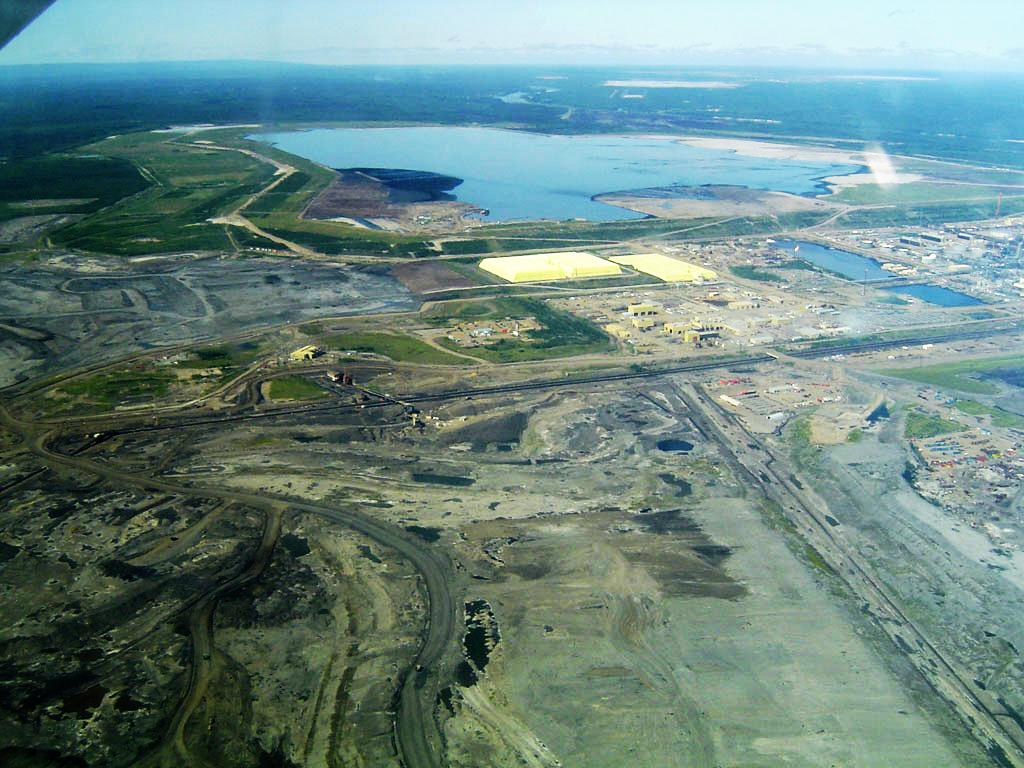
Der Syncrude tailings pond der Aufbereitungsanlage „Mildred Lake“

Syncrude Canada Ltd. ist ein kanadisches Unternehmen der Ölindustrie. 
Das Unternehmen mit Hauptsitz in Fort McMurray ist ein Joint Venture der Ölförderer Suncor Energy (58,74 %), Imperial Oil (25 %), Sinopec (9,03 %), Nexen (7,23 %). Syncrude extrahiert Rohbitumen aus Ölsanden in der kanadischen Region Alberta, hauptsächlich handelt es sich hierbei um die Athabasca-Ölsande in der Region um Fort McMurray. Das Rohbitumen wird im Zuge der Aufbereitung zu synthetischem Rohöl verarbeitet. Die gesamten Produktionskapazitäten Syncrudes belaufen sich auf 350.000 bpd Rohöl. Syncrude wurde in der Vergangenheit mehrfach der Umweltverschmutzung und der Vertreibung von Ureinwohnern beschuldigt.